# 吉沢悠亜
吉沢 悠亜（よしざわ ゆあ）は、日本の女性声優。主にアダルトゲームに声をあてている。

## 出演
太字はメインキャラクター。

### アダルトアニメ
- 姉☆孕みっくす（2006年、高見瞳）
- カルタグラ 〜ツキ狂イノ病〜（2009年、凛、上月良子）[1]

### アダルトゲーム
2005年
- 姉☆孕みっくす〜姉&死神お姉さんと一週間〜（高見瞳）
- 先輩がフィアンセ!?（中村愛奈）
- カルタグラ 〜ツキ狂イノ病〜（凛）

2006年
- もしも明日が晴れならば（白澤美幸）

2007年
- 和み匣 Innocent Greyファンディスク（凛）

2023年
- カルタグラ 〜ツキ狂イノ病〜《REBIRTH FHD SIZE EDITION》（凛）

### 一般ゲーム
- カルタグラ 〜魂ノ苦悩〜（2005年、凛）

### ドラマCD
- ドラマCD 殻ノ少女 第一巻「六識事件」（2008年、凛）